# Alice Meynell

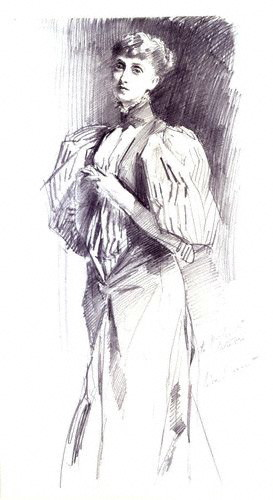
Alice Meynell av John Singer Sargent

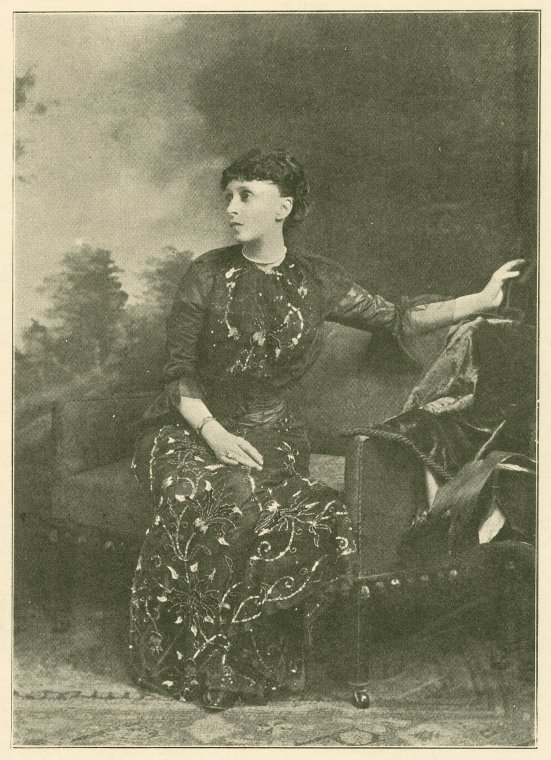
Alice Meynell

Alice Christiana Gertrude Meynell, född Thompson 11 oktober 1847 i Barnes i London, död 27 november 1922, var en brittisk poet och essäist.

## Biografi
Alice Thompson var dotter till Thomas James Thompson och Christiana Weller och syster till Elizabeth Butler. Hon växte upp huvudsakligen i Italien. Hon debuterade 1875 med  diktverket Preludes, som  illustrarades av systern Elizabeth. Det hyllades av John Ruskin, men fick i övrigt liten uppmärksamhet. Ruskin berömde särskilt sonetten Renunciation som skön och förfinad.
Först Alice, och därefter hela familjen, konverterade till katolicismen. Hennes texter behandlade därefter religiösa ämnen. Detta ledde till att hon 1876 lärde känna den katolska tidningsutgivaren Wilfrid Meynell, som hon gifte sig med 1877. Paret publicerade och redigerade tidskrifter som The Pen, Weekly Register och Merry England. Hon var också aktiv medredaktör till sin man och skrev själv artiklar och dikter. Hon medarbetade i bland andra The Spectator, The Tablet, Pall Mall Gazette och Saturday Review.
Alice Meynell tillhörde dem som i slutet av 1800-talet ifrågasatte kolonialismen. Detta ledde också till att hon blev aktiv i suffragettrörelsen.
Alice and Wilfrid Meynell fick åtta barn, varav Viola Meynell (1885–1956) blev författare  och Francis Meynell (1891–1975) förläggare.